# NGC 3923
NGC 3923是位於長蛇座的一個橢圓星系。它距離地球約9,000萬光年，考慮到它的視尺寸，這意味著NGC 3923的真實直徑約為155,000光年。NGC 3923是殼層星系的一個例子，在它的星系暈中的恒星是層層排列的。它有超過20層的殼層。它是威廉·赫歇爾在1791年3月7日由發現的。

## 特性
NGC 3923是殼層星系的一個例子，它星系暈中的恆星層層排列著。NGC 3923擁有的層層多達42個，是所有殼層星系中數量最多的，而且它的殼層比其它的殼層星系要微妙得多。這個星系的殼層是對稱的，而其它星系的殼層都較為傾斜。恆星圍繞著星系的同心殼層是很常見的，在許多的橢圓星系中都觀察得到。事實上，每10個橢圓星系就會又一個呈現出這種洋蔥狀的結構，而這在螺旋星系中從未觀測到。這種殼層狀結構被認為是當一個較大的星系吞噬一個較小的衛星星系時，星系合併的結果。當兩個星系的中心接近時，它們最初圍繞著一個共同的中心（質量中心）振盪，這種振盪的漣漪向外擴展，形成外殼的恆星，就像水面受到擾動時As the two centers approach, they initially oscillate about a common center, and this oscillation ripples outwards forming the shells of stars just as ripples on a pond spread when the surface is disturbed. 當兩個中心接近時，它們最初圍繞一個共同的中心振盪，這種振盪的漣漪向外擴展，造成恒星的外殼就像池塘的水面受到擾動時產生漣漪一樣。
通過深不成像，還探測到一條從NGC 3923核心延伸出來的星流，以及一個位於其軸心上的小橢圓星系，這可能是ㄧ些殼層的前身。另一條星流位於NGC 3923核心的南部，有一個鉤狀構造位於西北部。
根據NGC 3923中球狀星團的速度離散，估計這個星系核心的超大質量黑洞質量為(5.3±2.5)×108 M☉。

## 超新星
在NGC 3923發現過一顆超新星，SN 2018aoz，這是一顆Ia型超新星，峰值星等為12.7等。它是在2018年4月2日發現的。

## 附近的星系
NGC3923是在被稱為NGC3923星系群的星系群中最亮的星系。在距離NGC ˇ3923的25弧分範圍內，探測到7個矮橢圓星系，NGC 3904在距離37弧分處。這個星系群中的其它星系包括NGC 3885、ESO 440-27、和ESO440-011。其它的臨近星系包括 NGC 3617、NGC 3673、NGC 3717、NGC 3936、和NGC 4105。